# Quetotirials
Els quetotirials (Chaetothyriales) són un ordre de fongs ascomicots de la classe dels eurotiomycets (Eurotiomycetes).

## Taxonomia
L'ordre inclou Chaetothyriales10 famílies:
- Família Chaetothyriaceae Hansf. ex M.E. Barr 1979 – 19 gèneres
- Família Coccodiniaceae Höhn. ex O.E. Erikss. – 4 gèneres
- Família Cyphellophoraceae Réblová & Unter. – 2 gèneres
- Família Epibryaceae S. Stenroos & Gueidan – 1 gènere
- Família Herpotrichiellaceae Munk – 17 gèneres
- Família Lyrommataceae Lücking – 1 gènere
- Família Microtheliopsidaceae O.E. Erikss. – 1 gènere
- Família Paracladophialophoraceae Crous – 1 gènere
- Família Pyrenotrichaceae Zahlbr – 2 gèneres
- Família Trichomeriaceae Chomnunti & K.D. Hyde (=Strelitzianaceae Crous & M.J. Wingf.) – 9 gèneres
- Família Metacapnodiaceae S. Hughes & Corlett (incertae sedis)